# Eva-Maria Roelevink
Eva-Maria Roelevink (* 1984 in Emmerich am Rhein) ist eine deutsche Historikerin.

## Werdegang
Roelevink studierte an der Ruhr-Universität Bochum Geschichte und Sozialpsychologie und wurde dort bei Dieter Ziegler 2014 mit einer Studie über das Rheinisch-Westfälische Kohlensyndikat zum Dr. phil. promoviert. Im Anschluss war sie Akademische Rätin auf Zeit am dortigen Lehrstuhl für Wirtschafts- und Unternehmensgeschichte, ehe sie 2017 eine Juniorprofessur an der Johannes Gutenberg-Universität Mainz antrat. Dort habilitierte Roelevink sich 2022 mit einer Studie zur Geschichtspolitik von Krupp. 2024 trat sie als Nachfolgerin von Helmuth Albrecht  die Professur für Wirtschaftsgeschichte und Industriearchäologie an der TU Bergakademie Freiberg an. An der Fakultät für Wirtschaftswissenschaften ist sie zusätzlich Direktorin des Instituts für Wirtschafts- und Technikgeschichte (IWTG).
Ihre Forschungsschwerpunkte liegen in der Wirtschafts- und Unternehmensgeschichte des 20. Jahrhunderts.

## Publikationen (Auswahl)

### Monografien
- (gem. mit Lutz Budrass): Die Macht der Entwässerung. Die Emschergenossenschaft und die Erfindung des Ruhrgebiets, (transcript) Bielefeld 2024.
- Geschichtspolitik als Unternehmenskommunikation. Krupp im 20. Jahrhundert, (De Gruyter) Berlin/Boston 2023 (Habil.).
- Organisierte Intransparenz. Das Kohlensyndikat und der niederländische Markt, (C.H. Beck) München 2015 (Diss.).

### Herausgeberschaften
- Haumann, S/Roelevink, EM/Thorade, N/Zumbrägel, C (Hg.): Perspektiven auf Stoffgeschichte. Materialität, Praktiken, Wissen, (transcript) Bielefeld 2023.
- Köhler, I/Roelevink, EM (Hg.): Transformative Moderne:  Struktur, Prozess und Handeln in der deutschen Wirtschaft, (Aschendorff) Münster 2021.

### Beiträge in refereed journals
- Wilhelm Treue und der Weg zur ‚Geschichtlichen Darstellung der gewerblichen Wirtschaft‘. Eine Dokumentation, in: Vierteljahrshefte für Zeitgeschichte 4, 2024, S. 799–841.
- „Geschichte wird gemacht, es geht voran!“. William Manchester  und die Neuerzählung der Krupp-Geschichte in den 1960er Jahren, in: Historische Zeitschrift 2023/3, S. 612–648.
- Des Unternehmers „volkstümliche“ Biographie, oder: wie die Ruhrkohlenindustrie Geschichte machte, in: Zeitschrift für Unternehmensgeschichte 2018/1, S. 33–68.